# Agromyza antennalis
Agromyza antennalis är en tvåvingeart som beskrevs av Spencer 1961. Agromyza antennalis ingår i släktet Agromyza och familjen minerarflugor. Inga underarter finns listade i Catalogue of Life.